# Эйнштейн, Элизабет Робоз
Элизабет Робоз Эйнштейн (англ. Elizabeth Roboz Einstein; 11 апреля 1904, Орэштие, Хунедоара — 9 января 1995, Беркли, Калифорния) — биохимик и нейробиолог, пионер в области нейрохимии; известна своими работами по выделению основного белка миелина и исследованию его роли в развитии рассеянного склероза.

## Биография
Элизабет Робоз родилась в 1904 году в городе Сасварош (венг. Szászváros, Королевство Венгрия; в настоящее время — Орэштие, Румыния) в семье главного раввина города. После смерти отца мать перевезла семью в венгерский город Ньиредьхаза.
Из-за введённых в Будапештском университете ограничений на приём евреев Робоз поступила в Венский университет, который закончила в 1928 году с отличием и степенью по органической химии. После возвращения в Венгрию для подтверждения степени она была вынуждена пересдать экзамены.
Будучи студенткой, изучала биохимию растений. Позже, уже в Венгрии, она основала лабораторию по нутрициологии растений в венгерской сельскохозяйственной фирме.
В 1940 году Робоз на фоне усиления антисемитских настроений эмигрировала из Венгрии в США по визе специалиста по сельскому хозяйству.
В 1959 году Элизабет Робоз вышла замуж за Ганса Альберта Эйнштейна (1904—1973), старшего сына знаменитого Альберта Эйнштейна.  После смерти мужа она написала и опубликовала в 1991 году его биографию.
Академическая карьера Робоз началась в 1942 году в качестве научного сотрудника Калифорнийского технологического института, где она работала с Арье Жаном Хаген-Смитом. Позднее она работала в Университете Вайоминга, в Инженерном колледже, в Стэнфордском университете и в Лаборатории пищевых исследований Стэнфордского исследовательского института.
В 1952 году Элизабет Робоз перешла в Джорджтаунский университет, где она в том числе преподавала студентам-медикам. Именно в это время у неё появился интерес к рассеянному склерозу.
В 1958 году она вернулась в Стэнфордский университет, где возглавила новую лабораторию нейрохимии Кошланда.
В 1959 году она перешла в Калифорнийский университет в Сан-Франциско и затем в Калифорнийский университет в Беркли.
Большая часть её работы была поддержана правительством США через систему Национальных институтов здравоохранения, в структуре которых она занималась исследованиями в клинической лаборатории Национального института психического здоровья.
Элизабет Робоз Эйнштейн была членом Американского химического общества, Общества экспериментальной биологии и медицины и Американской академии неврологии, в которой в 1957 году вместе с Мейнардом Коэном и Дональдом Б. Тауэром создала отделение нейрохимии.

## Исследования
Элизабет Робоз Эйнштейн совместно с Кэриан Киз определили основной белок миелина как антиген, ответственный за возбуждение иммунного ответа при экспериментальном аутоиммунном энцефаломиелите, моделирующем условия для изучения рассеянного склероза и других демиелинизирующих заболеваний. До данных исследований учёным было неизвестно, что именно провоцирует иммунный ответ. Это открытие позволило сузить круг антигенов и усовершенствовать исследования потенциальных возможностей иммунотерапии при демиелинизирующих заболеваниях.
В 1968 году Робоз Эйнштейн получила грант от Национального общества рассеянного склероза, который был направлен на дальнейшие исследования совместно с коллегами из Калифорнийского университета в Сан-Франциско.

Она также разработала методы измерения уровней иммуноглобулина и гликопротеидов в спинномозговой жидкости и изучила, как их изменение влияет на заболевания.
С 1961 по 1962 годы Робоз Эйнштейн была стипендиатом SEATO в Бангкокском университете и проводила исследования в Бангкокском институте Пастера по изучению энцефаломиелитов после вакцинации от бешенства.
Также в Калифорнийском университете в Сан-Франциско она руководила исследованием белков нервной ткани, а в Калифорнийском университете в Беркли участвовала в изучении влияния тиреоидных гормонов на процесс миелиногенеза, что позволило в дальнейшем разработать гормональную заместительную терапию для новорожденных, страдающих гипотиреозом.

## Отдельные публикации
- Эйнштейн, Э. Р. Белки мозга и спинномозговой жидкости в норме и патологии = Proteins of the brain and CSF in health and disease (англ.) / пер. с англ. Н.А. Габеловой, Е.Б. Кофмана. — М.: Мир, 1988. — 278 p. — ISBN 5-03-001283-4.
- Elizabeth Roboz Einstein. The Isolation From Bovine Spinal Cord Of A Homogeneous Protein With Encephalitogenic Activity :  [англ.] / Elizabeth Roboz Einstein, Duncan M. Robertson, Joseph M. DiCaprio … [et al.] // Journal of Neurochemistry. — 1962. — Vol. 9 (July). — P. 353–361. — doi:10.1111/j.1471-4159.1962.tb09461.x.